# Ursoaia (okręg Vâlcea)
Ursoaia – wieś w Rumunii, w okręgu Vâlcea, w gminie Pesceana. W 2011 roku liczyła 149 mieszkańców.